# أفعى القط الأوروبية
أفعى القط الأوروبية (بالإنجليزية: European cat snake)‏ (الاسم العلمي: Telescopus fallax) والذي يعني الناظر الماكر، حية بيوض من البواغيات وفصيلة الحنشيات خلفيات الأخاديد. جسمها معتدل الثخانة يطول نحو 100 سم. ثوبها إلى السمرة الحنطية المواج يعلوها تبقيج ثلاثي الألوان لاقياسي التزاويق، يكثر فيه الرمادي والجؤوي والأصفر، يمتد من الرأس إلى الذنب. رأسها بيضي الشوزن. عنقها متوسطة الطول. عيناها كبيرتان. عدد اسنانها 54 منها 30 في الفك الأسفل 24 في الفك الأعلى من أصلها أربعة عقاف مخددة، ثابتة، خلفية الارتكاز تبخ السم في كل عضو تصيبه عندما يرقى حتى مستواها الداخلي. تالف البراري والأطلال. قوتها كل مادب وطار. تنقض على فريستها انقضاض السنور على الفأرة. تسرح في النهار وفي أوائل الليل. بياتها الشتوي يستمر نحو خمسة أشهر. تبلغ كامل نموها بعمر 15 سنة وتعيش نحو 120 سنة. الأنثى تسافد بعمر خمس سنوات وتبيض من 16 إلى 32 بيضة مجموعة فس سبحتين تطمرها في الرمل. تعتبر من الثعابين المؤذية.